# Abierto de Estados Unidos 1981
El Abierto de Estados Unidos 1981 es un torneo de tenis disputado en superficie dura, siendo el cuarto y último torneo del Grand Slam del año.

## Finales

### Senior

#### Individuales masculinos[1]
John McEnroe vence a  Björn Borg 4-6, 6-2, 6-4, 6-3

#### Individuales femeninos[2]
Tracy Austin vence a  Martina Navratilova 1-6, 7-6(4), 7-6(1)

#### Dobles masculinos[3]
Peter Fleming /  John McEnroe  vencen a  Heinz Günthardt /  Peter McNamara

#### Dobles femeninos[4]
Kathy Jordan /  Anne Smith vencen a  Rosemary Casals /  Wendy Turnbull 6-3, 6-3

#### Dobles mixto[5]
Anne Smith /  Kevin Curren vencen a  JoAnne Russell /  Steve Denton 6-4, 7-6(4)

### Junior[6]

#### Individuales masculinos
Thomas Hogstedt vence a  Hans Schwaier 7-5, 6-3

#### Individuales femeninos
Zina Garrison vence a  Kate Gompert 6-0, 6-3

#### Dobles masculinos
El torneo comenzó en 1982.

#### Dobles femeninos
El torneo comenzó en 1982.